# Mazières-Naresse
Mazières-Naresse é uma comuna francesa na região administrativa da Nova Aquitânia, no departamento Lot-et-Garonne. Estende-se por uma área de 8,81 km². Em 2010 a comuna tinha 123 habitantes (densidade: 14 hab./km²).